# Komisja Roya Jenkinsa
Komisja Roya Jenkinsa – Komisja Europejska, która swoją działalność rozpoczęła 6 stycznia 1977, a zakończyła 6 stycznia 1981. Przewodniczącym Komisji był Roy Jenkins, a wiceprzewodniczącymi Wilhelm Haferkamp, Henk Vredeling, Henk Vredeling, Finn Olav Gundelach, François-Xavier Ortoli i Lorenzo Natali.
Komisja składała się z Przewodniczącego i 12 komisarzy. Dwóch przedstawicieli miała Francja, Niemcy, Wielka Brytania i Włochy, a po jednym Irlandia, Dania, Belgia, Luksemburg i Holandia.

## Skład Komisji
| Komisja                                                                                        | Komisarz               |
| ---------------------------------------------------------------------------------------------- | ---------------------- |
| Przewodniczący                                                                                 | Roy Jenkins            |
| Komisarz ds. Transportu, Komisarz ds. Polityki Konsumenckiej                                   | Richard Burke          |
| Komisarz ds. Stosunków Zewnętrznych i Europejskiej Polityki                                    | Wilhelm Haferkamp      |
| Europejski Komisarz ds. Energii, Europejski Komisarz ds. Badań, Innowacji i Nauki              | Guido Brunner          |
| Europejski Komisarz ds. Konkurencji                                                            | Raymond Vouel          |
| Europejski Komisarz ds. Rynku Wewnętrznego i Usług                                             | Étienne Davignon       |
| Europejski Komisarz ds. Zatrudnienia, Spraw Społecznych i Wyrównywania Szans                   | Henk Vredeling         |
| Europejski Komisarz ds. Rolnictwa i Rozwoju Wsi                                                | Finn Olav Gundelach    |
| Europejski Komisarz ds. Ekonomicznych i Monetarnych                                            | François-Xavier Ortoli |
| Europejski Komisarz ds. Rozwoju i Pomocy Humanitarnej                                          | Claude Cheysson        |
| Europejski Komisarz ds. Polityki Regionalnej                                                   | Antonio Giolitti       |
| Europejski Komisarz ds. Rozszerzenia i Polityki Sąsiedztwa, Europejski Komisarz ds. Środowiska | Lorenzo Natali         |
| Europejski Komisarz ds. Budżetu i Programowania Finansowego                                    | Christopher Tugendhat  |